# Yenumulapalle
Yenumulapalle est une ville du district d'Anantapur dans l'État d'Andhra Pradesh en Inde. 